# 銀腔吻鱈
銀腔吻鱈，為輻鰭魚綱鱈形目鼠尾鱈科的其中一種。分布於印度西太平洋區，從桑吉巴、印尼至菲律賓、澳洲海域，屬深海底棲性魚類，棲息深度85-582公尺，體長可達35.5公分，生活習性不明。